# دوقية بارما
دوقية بارما تأسست دوقية بارما في سنة 1545 بالجزء الواقع جنوب نهر البو من دوقية ميلانو ، بوصفها إقطاعية لابن البابا بولس الثالث غير الشرعي بيير لويجي فارنيزي تركزت بمدينة بارما.
في سنة 1556 ، تحصل الدوق الثاني أوتافيو فارنيزي على مدينة بياشنسا ، ليصبح بالتالي دوق بياشنسا ، فعرفت الدولة بعد ذلك باسم دوقيتا بارما و بياشنسا.
استمرت الدوقية لأكثر من ثلاثة قرون ، مرت من فارنيزي إلى البوربون في 1731. استمرت الفترة البوربونية حتى نهاية الدوقية باستثناء فترتين من الحكم الهابسبورغي و الضم إلى الإمبراطورية الفرنسية الأولى من عام 1808 حتى 1814 . تم توحيد أراضي الدوقية بمقاطعات إميليا في عام 1859 و ثم ضمها لاحقاً إلى مملكة سردينيا بعد الاستفتاء في 5 مارس سنة 1860.